# (35636) 1998 KO34
1998 KO34 (asteroide 35636) é um asteroide da cintura principal. Possui uma excentricidade de 0.17398800 e uma inclinação de 12.01815º.
Este asteroide foi descoberto no dia 22 de maio de 1998 por LINEAR em Socorro.